# Vampire Dog
Vampire Dog je kanadský rodinný film z roku 2012 režiséra Geoffa Andersona. Natáčení probíhalo v provincii 
Saskatchewan.

## Děj
Ace od svého dědečka z Transylvánie obdrží upířího psa, který mluví lidským hlasem. Mezitím chce bláznivá doktorka Warholová využít psa pro své vlastní účely.

## Obsazení
- Collin MacKechnie jako Ace
- Julia Sarah Stone jako Skylar
- Amy Matysio jako dr Warhol
- Ron Pederson jako Frank
- Jodi Sadowsky jako Susan
- Kimberly Elek jako Jenny
- Lauren Laschuk jako Lulu
- Dylan Sthamann jako Murray Arbuckle